# 34e Europese Filmprijzen
De 34e uitreiking van de Europese filmprijzen (European Film Awards) waarbij prijzen worden uitgereikt in verschillende categorieën voor Europese films vond plaats op 11 december 2021. 
Vanwege de COVID-19-pandemie vindt het evenement plaats in een hybride vorm, waarbij genomineerden en winnaars deelnemen in verschillende digitale formaten, vooraf geproduceerd en live online.

## Winnaars en genomineerden
De gearceerde genomineerde betreft de winnaar.
| Beste film             |
| ---------------------- |
| Hytti nro 6            |
| The Father             |
| È stata la mano di Dio |
| Quo vadis, Aida?       |
| Titane                 |

| Beste filmkomedie |
| ----------------- |
| Belle fille       |
| Ninjababy         |
| Sentimental       |

| Beste debuutfilm (Prix Fipresci) |
| -------------------------------- |
| Dasatskisi                       |
| Lamb                             |
| Un monde                         |
| Pleasure                         |
| Promising Young Woman            |
| Kitoboy                          |

| Beste documentaire                  |
| ----------------------------------- |
| Babi Yar. Context                   |
| Flugt                               |
| The Most Beautiful Boy in the World |
| Herr Bachmann und seine Klasse      |
| Taming the Garden                   |

| Beste animatiefilm                                   |
| ---------------------------------------------------- |
| Apstjärnan                                           |
| I mysi patrí do nebe (Ook muizen gaan naar de hemel) |
| Flugt                                                |
| Where Is Anne Frank                                  |
| Wolfwalkers                                          |

| Beste korte film |
| ---------------- |
| Bella            |
| Pa vend          |
| Easter Eggs      |
| In Flow of Words |
| Nanu Tudor       |

| Beste regisseur   | Beste regisseur                        |
| ----------------- | -------------------------------------- |
| Radu Jude         | Babardeală cu bucluc sau porno balamuc |
| Jasmila Žbanić \| | Quo vadis, Aida?                       |
| Florian Zeller    | The Father                             |
| Paolo Sorrentino  | È stata la mano di Dio                 |
| Julia Ducournau   | Titane                                 |

| Beste scenarioschrijver            | Beste scenarioschrijver                |
| ---------------------------------- | -------------------------------------- |
| Radu Jude                          | Babardeală cu bucluc sau porno balamuc |
| Jasmila Žbanić                     | Quo vadis, Aida?                       |
| Florian Zeller Christopher Hampton | The Father                             |
| Paolo Sorrentino                   | È stata la mano di Dio                 |
| Joachim Trier Eskil Vogt           | Verdens verste menneske                |

| Beste acteur    | Beste acteur    |
| --------------- | --------------- |
| Yuri Borisov    | Hytti nro 6     |
| Franz Rogowski  | Große Freiheit  |
| Anthony Hopkins | The Father      |
| Tahar Rahim     | The Mauritanian |
| Vincent Lindon  | Titane          |

| Beste actrice    | Beste actrice           |
| ---------------- | ----------------------- |
| Seidi Haarla     | Hytti nro 6             |
| Carey Mulligan   | Promising Young Woman   |
| Jasna Đuričić    | Quo vadis, Aida?        |
| Renate Reinsve   | Verdens verste menneske |
| Agathe Rousselle | Titane                  |

| Beste cinematografie | Beste cinematografie |
| -------------------- | -------------------- |
| Crystel Fournier     | Große Freiheit       |

| Beste montage     | Beste montage         |
| ----------------- | --------------------- |
| Mukharam Kabulova | Unclenching the Fists |

| Beste productieontwerp | Beste productieontwerp |
| ---------------------- | ---------------------- |
| Márton Ágh             | Természetes fény       |

| Beste kostuums   | Beste kostuums |
| ---------------- | -------------- |
| Michael O'Connor | Ammonite       |

| Beste haar en make-up                       | Beste haar en make-up |
| ------------------------------------------- | --------------------- |
| Flore Masson Olivier Afonso Antoine Mancini | Titane                |

| Beste filmmuziek                   | Beste filmmuziek |
| ---------------------------------- | ---------------- |
| Nils Petter Molvær Peter Brötzmann | Große Freiheit   |

| Beste geluid               | Beste geluid |
| -------------------------- | ------------ |
| Gisle Tveito Gustaf Berger | De uskyldige |

| Beste visuele effecten    | Beste visuele effecten |
| ------------------------- | ---------------------- |
| Peter Hjorth Fredrik Nord | Lamb                   |

## Oeuvreprijzen
| Lifetime Achievement Award | Lifetime Achievement Award |
| -------------------------- | -------------------------- |
| Márta Mészáros             | Filmregisseur              |

| Achievement in World Cinema Award | Achievement in World Cinema Award |
| --------------------------------- | --------------------------------- |
| Susanne Bier                      | Filmregisseur                     |

## Speciale prijzen
| Innovative Storytelling      | Innovative Storytelling     |
| ---------------------------- | --------------------------- |
| Steve McQueen voor Small Axe | Kunstenaar en filmregisseur |

## Publieksprijzen
| Lux European Audience Film Award (EUFA) | Lux European Audience Film Award (EUFA) |
| --------------------------------------- | --------------------------------------- |
| Colectiv                                | Alexander Nanau                         |
| Druk                                    | Thomas Vinterberg                       |
| Boże Ciało                              | Jan Komasa                              |

| Young Audience Award (YAA) | Young Audience Award (YAA) |
| -------------------------- | -------------------------- |
| Flukten over grensen       | Johanne Helgeland          |
| Pinocchio                  | Matteo Garrone             |
| Wolfwalkers                | Tomm Moore Ross Stewart    |

| European University Film Award (EUFA) | European University Film Award (EUFA) |
| ------------------------------------- | ------------------------------------- |
| Apples                                | Christos Nikou                        |
| Flugt                                 | Jonas Poher Rasmussen                 |
| Große Freiheit                        | Sebastian Meise                       |
| L'événement                           | Audrey Diwan                          |
| Quo vadis, Aida?                      | Jasmila Žbanić                        |